# N982 (België)
De N982 is een gewestweg in de Belgische provincie Namen. Deze weg vormt de verbinding tussen Barcenal nabij Ciney en Ver nabij Houyet.
De totale lengte van de N982 bedraagt ongeveer 13 kilometer.

## Plaatsen langs de N982
- Barcenal
- Achêne
- Conneux
- Conjoux
- Custinne
- Ver